# Рональд Древер
Рональд Древер (англ. Ronald William Prest Drever, нар. 26 жовтня 1931, Пейслі, Шотландія — пом. 7 березня 2017 Единбург, Шотландія) — шотландський експериментальний фізик. Був емерит професором Каліфорнійського технологічного інституту, співзасновником проекту LIGO, а також був співзасновником техніки «Паунд-Древер-Голл» з лазерної стабілізації та експерименту Г'юза-Древера. Його дослідження сприяли відкриттю гравітаційних хвиль у вересні 2015 року

## Нагороди та визнання
- член Норвезької академії наук
- член Американського фізичного товариства
- член Королівського товариства Единбурга
- 2002:член Американської академії мистецтв і наук[9]
- 2007:Премія Ейнштейна спільно з Райнером Вайсом
- 2016:Премія з фундаментальної фізики
- 2016:Премія Грубера з космології
- 2016:Премія Шао
- 2016:Премія Кавлі
- 2016:Премія Гарві

## Доробок
- R. W. P. Drever, G.M. Ford, J. Hough, I.M. Kerr, A.J. Munley, J.R. Pugh, N.A. Robertson, H. Ward: A gravity wave detector using optical cavity sensing, in: Schmutzer (Hrsg.), Proc. 9. Int. Conf. Gen.Rel. Grav., Jena 1980, S. 265—267
- R. W. P. Drever, J. L. Hall, F. V. Kowalsky, J. Hough, G. M. Ford, A. J. Munley, H. Ward: Laser phase and frequency stabilization using an optical resonator, Appl. Phys. B, Band 31, 1983, S. 97–105